# Трофимов, Александр Викторович
Александр Викторович Трофимов (9 сентября 1977, Москва, РСФСР, СССР) — российский хоккеист, правый нападающий. Тренер
Воспитанник клуба «Крылья Советов». Бронзовый призёр молодёжного чемпионата мира 1997.
Автор первой шайбы «Ак Барса» в Евролиге 1998/99. Из-за тяжелой травмы, полученной на сборах в результате аварии, фактически пропустил в составе Ак Барса сезон 2000—2001.
С 2003 под 2014 год играл в различных клубах ВХЛ. В 2014 году перешёл в хоккейный клуб «Алматы»
В 2016 году завершил карьеру хоккеиста и был назначен главным тренером в «Алматы».